# آرتور جانیبکیان
آرتور اوتاری جانیبکیان (ارمنی: Արթուր Օթարիի Ջանիբեկյան؛ زادهٔ ۲۹ فوریهٔ ۱۹۷۶) تهیه‌کننده اهل ارمنستان است که بنیانگذار باشگاه کمدی می‌باشد.